# Kanimierów
Kanimierów – zniesiony przysiółek wsi Bażany w Polsce, w województwie opolskim, w powiecie kluczborskim, w gminie Kluczbork.